# Azofra
Azofra és un municipi de la Rioja, a la regió de la Rioja Alta, 

## Etimologia
En una butlla de 1199 per la que es concedien privilegis al monestir de San Millán de la Cogolla ja apareixia amb el nom Azofra, que segons Asín, provendria de l'àrab as-suxra, "el tribut", cosa que recordaria la forma en la que algú obté la seva propietat o la funció que hi desenvolupava.